# キムラユニティー
キムラユニティー株式会社（英: KIMURA UNITY CO., LTD.）は、愛知県名古屋市中区錦三丁目に本社を置く企業である。

## 概要
当社は木箱を製造する企業として1881年（明治14年）に創業した後、1951年（昭和26年）に合資会社を設立し、1958年（昭和33年）に自動車整備業を開始した。現在はカー用品取扱店・保険代理店・交通安全サービス・中古車販売店の他、物流・情報サービス・人材派遣の各事業に参入している。
現社名の由来は創業者の「キムラ」と協調や調和を意味する、「ユニティー」を合わせたものであり、「車社会に夢・豊かさ・安心を」というキャッチフレーズがある。かつては運輸事業部門もあったが、トヨタ自動車系の物流会社、ユーネットランスと統合したため現存しない。

## 沿革
認証取得に関する歴史は「認証取得」に、それ以外は「年表」に記す。なお、2013年（平成25年）以降の受賞履歴は「直近の受賞履歴」に記した。

### 年表
- 1881年（明治14年）1月 - 木村製箱店を名古屋市中区に創業。当時は木箱（格納器具製品）の製造業であった。
- 1951年（昭和26年）3月 - 合資会社木村製凾所（その後合資会社木村本社に社名変更）設立。同年、トヨタ自動車販売（現・トヨタ自動車）との取引を開始する。
- 1958年（昭和33年）
  - 3月 - トヨペットサービスショップ（トヨタ自動車修理専門工場）を設立し、自動車整備業を始める[注 4]。
  - 11月 - 保険代理店事業を開始する。
- 1959年（昭和34年）3月 - 包装事業・運送事業を開始する。
- 1967年（昭和42年）2月 - 交通防災サービス事業を開始する。
- 1969年（昭和44年）7月 - 会社分割を行い、グループ会社8社体制となる。
- 1971年（昭和46年） - 情報サービス事業を開始する。
- 1973年（昭和48年）
  - 2月 - 車両リース事業を開始する。
  - 10月 - 株式会社アキラ設立。合資会社木村本社を吸収合併。
- 1976年（昭和51年）4月 - 自動車販売事業を開始する。
- 1978年（昭和53年）4月 - 海外拠点向けシステム開発を開始する。
- 1987年（昭和62年）4月 - 住宅メーカーの生産請負を開始する。
- 1990年（平成2年）12月 - 現社名に変更。
- 1991年（平成3年）4月 - グループ子会社8社を吸収合併。
- 1994年（平成6年）4月 - 駐車場事業を開始する。
- 1995年（平成7年）3月 - 名古屋証券取引所2部上場。
- 1997年（平成9年）10月 - カー用品販売事業を始めるため、オートプラザラビット稲沢本店を開店する。
- 1999年（平成11年）9月 - 子会社のキムラライフサポート株式会社を吸収合併。
- 2000年（平成12年）12月 - 豊田通商と業務提携を結ぶ。
- 2001年（平成13年）10月 - 東京証券取引所2部上場。
- 2002年（平成14年）
  - 4月 - ビジネスピープル（子会社）を設立し、人材サービス事業を開始する。
  - 5月 - アメリカにKIMURA, INC.（子会社）を設立する。
  - 12月 - タイにTTK Logistics （Thailand） Co.,Ltd.（合弁会社）を設立する。
- 2003年（平成15年）
  - 4月 - 運送事業部門を会社分割し、株式会社ユーネットランスに事業統合。
  - 8月 - 株式会社スズケンの子会社である株式会社スズケン整備（キムラリースサービス株式会社に商号を変更）を完全子会社化。
- 2004年（平成16年）5月 - メキシコにTK Logistica de Mexico S. de R.L. de C.V.（合弁会社）を設立する。バフェット・コード
- 2005年（平成17年）
  - 1月 - 中国・天津市に天津木村進和物流有限公司（子会社）を設立する。
  - 11月 - 中国・広州市に広州広汽木村進和倉庫有限公司（子会社）を設立する。
- 2006年（平成18年）
  - 1月 - 子会社のキムラリースサービス株式会社を吸収合併。
  - 9月 - 東京証券取引所、名古屋証券取引所各1部指定替え。
- 2008年（平成20年）10月 - 車両一括管理サービスを導入する。
- 2013年（平成25年）
  - 2月 - タイにあるTTK Logistics （Thailand） Co.,Ltd.（合弁会社）の運輸部門を分社化し、新たにTTK Asia Transport （Thailand） Co., Ltd.（合弁会社）を設立し、翌月に体感型ドライバートレーニングセンター（T-PRO）を開所する。
  - 3月 - 国内の物流拠点に太陽光発電設備を設置し、同月より売電事業を開始する。
  - 7月 - オートプラザラビット稲沢本店の改築を実施[11]。
  - 12月 - 株式会社スーパージャンボを子会社化。
- 2014年（平成26年）4月 - スーパージャンボ（子会社）がスーパージャンボ稲沢店 in オートプラザラビットを出店する[12]。
- 2015年（平成27年）12月 - スーパージャンボ（子会社）がカーセブン国道1号中川店を出店する[13]。
- 2016年（平成28年）
  - 4月 - 1日付で木村昭二副社長が社長に就任し、木村幸夫社長が会長に就任する[14]。
  - 5月 - ビジネスピープル（子会社）が関東営業所を開設。
  - 7月 - 弥富市に弥富物流センターを設立する[10]。
  - 11月 - Twitter（現：X）を開設[15]。
  - 12月 - ビジネスピープル（子会社）が関西営業所を開設。
- 2017年（平成29年）
  - 11月 - オートプラザラビット豊田上郷店を出店、スーパージャンボ（子会社）が豊田上郷店を出店する[16]。
- 2018年（平成30年）
  - 2月 - オートプラザラビット刈谷店をリニューアル。スーパージャンボ（子会社）が刈谷店を出店する[17]。
  - 8月 - アメリカにKOI Distribution, LLC（合弁会社）を設立。
- 2021年（令和3年）
  - 6月 - 23日付で成瀬茂広副社長が社長に就任し、木村昭二社長が取締役相談役に就任する[18]。
  - 12月 - 取締役会において「スタンダード市場」への移行および東京証券取引所への申請を決議する[19]。
- 2022年（令和4年）4月 - 東京証券取引所スタンダード市場[20]、名古屋証券取引所プレミア市場へそれぞれ移行する[21]。

（注記なき出典：）

### 認証取得
- 1997年（平成9年）3月 - 情報サービス事業部・物流企画部門がISO9001を認証取得する。
- 2003年（平成15年）8月 - 豊田工場がISO14001を認証取得する。
- 2005年（平成17年）
  - 3月 - メンテ管理部門がISO9001を認証取得する。
  - 9月 - 刈谷営業所がISO14001を認証取得する。
- 2014年（平成26年）
  - 2月 - 錦本社にてISO39001[24]を認証取得する。
  - 3月 - 情報サービス部門がISO27001を認証取得する。
- 2016年（平成28年）10月 - 豊田包装部門にてOSHMS（労働安全マネジメントシステム）を認証取得する。

（当項の出典：）

## 主な事業
下記の各サービス事業から構成される。各事業の歴史および詳報は、会社案内を参照。
- 自動車サービス（自動車整備業など）
- 物流サービス
- 情報サービス
- 人材サービス（人材派遣など）

## 事業所一覧
ここでは国内にある拠点を紹介する。

### 本社
- 愛知県名古屋市中区錦三丁目8番地32（※本社営業所と錦工場を併設）
  - 事業：自動車サービス

### 支店
- 東京支店
  - 東京都中央区日本橋茅場町三丁目11番地10 PMO日本橋茅場町 11階
    - 事業：自動車サービス

- 関西支店
  - 兵庫県尼崎市昭和通二丁目7番地1号 ニューアルカイックビル6階
    - 事業：物流サービス

### 事業所
- 春日井東事業所
  - 愛知県春日井市高森台四丁目9番地8 MJロジパーク春日井1 内
    - 事業：物流サービス

- 扶桑事業所
  - 愛知県丹羽郡扶桑町南山名字高塚5番地2 ロンコプロフィットマート小牧II 内
    - 事業：物流サービス

- 多治見事業所
  - 岐阜県多治見市旭ヶ丘十丁目6番地16
    - 事業：物流サービス

- 座間事業所
  - 神奈川県座間市広野台二丁目10番地10 GLP座間 内
    - 事業：物流サービス

- 厚木事業所
  - 神奈川県厚木市長谷123番地 厚木IIロジスティクスセンター 内
    - 事業：物流サービス

- 厚木内陸事業所
  - 神奈川県厚木市下川入三ノ域157番地 厚木内陸ロジスティクスセンター 内
    - 事業：物流サービス

- 太田東新町事業所
  - 群馬県太田市東新町837番地4
    - 事業：物流サービス

### 営業所
本社営業所は本社を併設するため、ここでは省略する。自動車整備業や工場を併設する営業所も省略する。
- 志賀営業所
  - 愛知県名古屋市北区志賀町二丁目70番地
    - 事業：自動車サービス、情報サービス

- 名古屋駅前営業所
  - 愛知県名古屋市中村区名駅三丁目28番地12 Regus大名古屋ビルヂングセンター11階1157号
    - 事業：人材サービス

- 西日本営業所
  - 大阪府大阪市淀川区宮原四丁目2番地10 PMO EX新大阪 3階
    - 事業：自動車サービス、物流サービス

- 神戸営業所
  - 兵庫県神戸市須磨区弥栄台二丁目1番地1 神戸流通会館 内
    - 事業：物流サービス

### 自動車整備業
ここでは「オートプラザラビット」の各店舗のみを紹介する。
- オートプラザラビット稲沢本店
  - 愛知県稲沢市奥田大沢町3番地1
    - 事業：自動車サービス

- オートプラザラビット名古屋北店（※稲沢営業所を併設）
  - 愛知県名古屋市北区天道町五丁目21番地
    - 事業：自動車サービス（※名古屋北営業所を併設）

- オートプラザラビット豊田上郷店
  - 愛知県豊田市桝塚西町南小畔52番地1
    - 事業：自動車サービス

- オートプラザラビット刈谷店
  - 愛知県刈谷市西境町治右田140番地
    - 事業：自動車サービス

### 物流センター
営業所などの各分類と重複する物流センターは省略する。
- 稲沢西物流センター
  - 愛知県稲沢市千代町東廻間9番地2
    - 事業：物流サービス

- 弥富物流センター
  - 愛知県弥富市鍋田町六野64番地
    - 事業：物流サービス

- 名港弥富センター
  - 愛知県弥富市駒野町1番地1 DPL名港弥冨I 内
    - 事業：物流サービス

### 工場

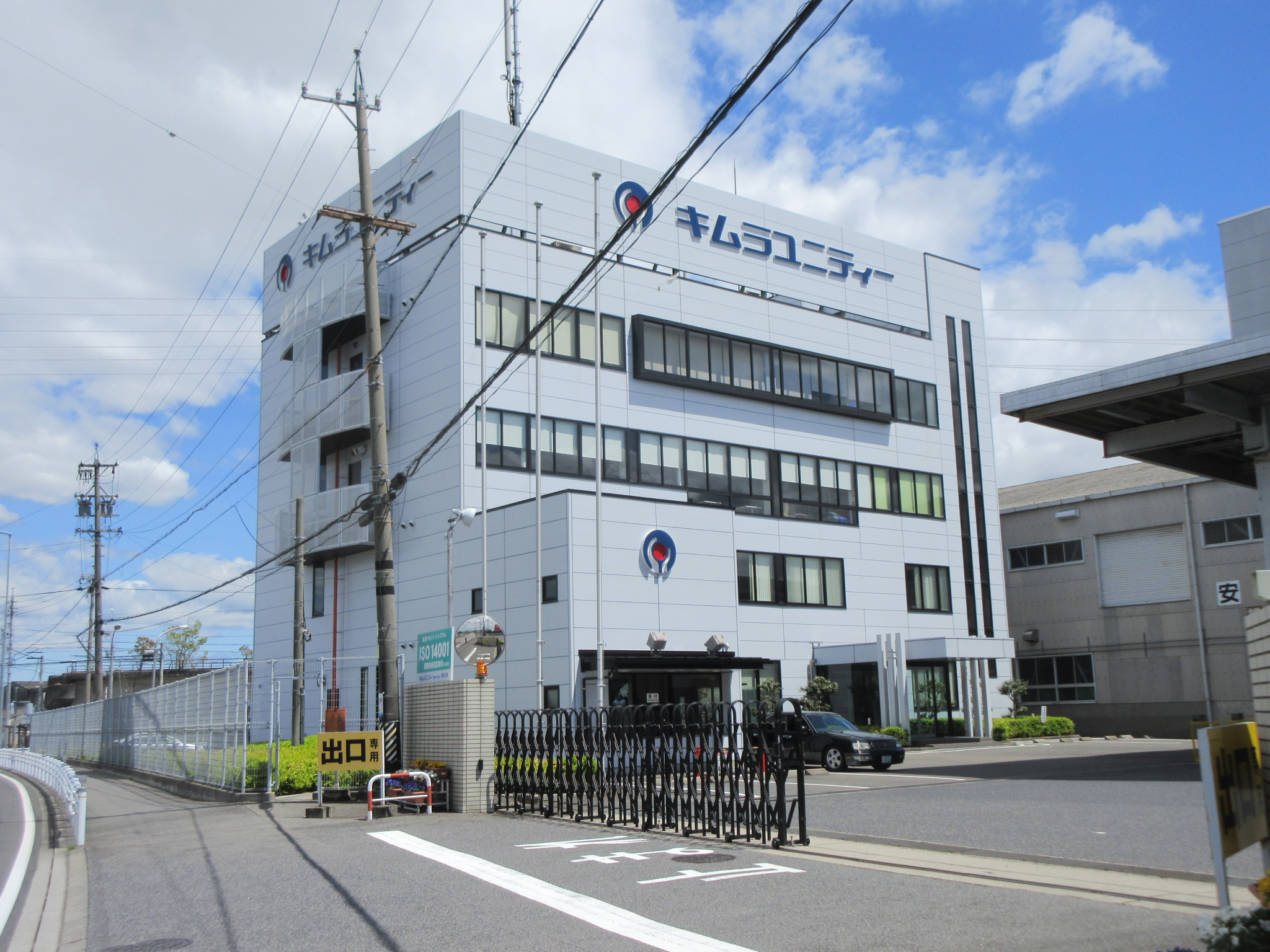
豊田工場（2020年4月）

錦工場は本社を併設するため、ここでは省略する。
- 稲沢工場（物流機器製造）
  - 愛知県稲沢市井之口大坪町73番地1
    - 事業：物流サービス

- 犬山工場
  - 愛知県犬山市字舟田10番地
    - 事業：自動車サービス、物流サービス（※犬山営業所と犬山店を併設）

- 名港工場
  - 愛知県海部郡飛島村東浜一丁目5番地9
    - 事業：物流サービス（※名港営業所を併設）

- 豊田工場
  - 愛知県豊田市桝塚西町南小畔12番地
    - 事業：物流サービス（※豊田営業所を併設）

### その他
- 上丘物流倉庫
  - 愛知県豊田市上丘町長根37番地
    - 事業：物流サービス

- 豊田研修センター
  - 愛知県豊田市桝塚西町北小畔38番地1
    - 事業：フォークリフト教習所

## 関連企業
以下の各社が挙げられる。ここでは、「連結子会社」と「持分法適用関連会社」に分類する。

### 連結子会社
- ビジネスピープル株式会社
- 株式会社スーパージャンボ
- KIMURA, INC.（アメリカ）
- 天津木村進和物流有限公司（中国）
- 広州広汽木村進和倉庫有限公司（中国）

### 持分法適用関連会社
- 株式会社ユーネットランス
- TK Logistica do Brasil Ltda.（ブラジル）
- TK Logistica de Mexico S. de R.L. de C.V.（メキシコ）
- TTK Logistics（Thailand）Co.,Ltd.（タイ）
- TTK Asia Transport（Thailand）Co.,Ltd.（タイ）
- KOI Distribution, LLC（アメリカ）

## 直近の受賞履歴
2013年（平成25年）以降に受賞した履歴を記す。当社はトヨタ自動車とのつながりが深いため受賞履歴は「トヨタ自動車関連」と「他の団体」に分類する。

### トヨタ自動車関連
- 2013年（平成25年）5月 - 2012年度栄豊会安全衛生トップセミナーで栄豊会より、努力賞。  - （テーマ：「災害ゼロ・リスクゼロに向けた安全を最優先とした安心して働ける職場づくり」）
- 2014年（平成26年）5月 - 2013年度栄豊会安全衛生トップセミナーで栄豊会より、努力賞。  - （テーマ：「安全・安心して働ける職場づくりに向けた相互啓発型安全文化・組織風土づくりの更なる推進」）
- 2015年（平成27年）5月 - 2014年度栄豊会安全衛生トップセミナーで栄豊会より、安全トヨタ賞。  - （テーマ：「ルールを守る人づくり・職場づくりの促進と相互啓発型安全文化・組織風土づくりへの進化」）
- 2016年（平成28年）
  - 2月 - 2016年トヨタグローバル仕入先総会でトヨタ自動車より、品質管理優秀賞。    - （テーマ：「補給部品出荷ミス低減への取り組み」）

  - 4月 - 2015年度栄豊会安全衛生トップセミナーで栄豊会より、会長賞。    - （テーマ：「安全で安心な職場風土づくりと習熟度に応じた安全教育の実施」）
- 2017年（平成29年）
  - 2月 - 2017年トヨタグローバル仕入先総会でトヨタ自動車より、品質管理優秀賞。    - （テーマ：「梱包資材生産における品質改善の取り組み」）

  - 4月 - 2016年度栄豊会安全衛生トップセミナーで栄豊会より、努力賞。    - （テーマ：「作業者一人ひとりの安全意識の向上、安全行動の実践に結びつく活動の展開」）
- 2018年（平成30年）4月 - 2017年度栄豊会安全衛生トップセミナーで栄豊会より、努力賞。  - （テーマ：「「未然防止」を意識した行動を実践できる『安全人間づくり』」）

### 他の団体
- 2013年（平成25年）6月 - 全日本物流改善事例大会2013で公益社団法人日本ロジスティクスシステム協会より、物流合理化賞。  - （テーマ：「品質と生産性向上のためのロケーションの再構築」）
- 2016年（平成28年）5月 - 全日本物流改善事例大会2016で公益社団法人日本ロジスティクスシステム協会より、物流合理化賞。  - （テーマ：「安心・安全な台車への改善と安全な人づくり」）

## 提供番組
東海ラジオで1975年（昭和50年）4月に放送を開始したミニコーナー、「セーフティメッセージ」のスポンサーを務めている。同コーナーは愛知県警察交通部の広報担当者から交通安全に関するアドバイスを送るものであり、月曜 - 金曜の夕方に2回（16時台と17時台に1回ずつ）放送している。なお、同コーナーでの放送内容はキムラユニティーの公式サイトで「交通安全ニュース」という題で資料（PDF）を公開している。
備考
- コーナーBGMは長きに亘って服部克久の「泉」（『音楽畑4 A LA CARTE』収録曲[注 9]）が使用されたが[30]、2023年（令和5年）4月にリニューアルが行われ、BGMはカフェで流れるようなものに変更した[33]。
- 同コーナーのシンボルマスコットは「コノハけいぶ」である[注 10][7]。ラジオには登場しないが、公式サイトにはそのイラストが描かれている[7][8]。
- 同コーナーのラジオCMは「キムラユニティー」（当社）・「オートプラザラビット」（自動車サービス）・「ビジネスピープル」（人材サービス）のいずれかを放送するが、「スーパージャンボ」（軽自動車販売店）が当社の子会社となった後は同社のCMも放送している[注 11]。

## その他
- 当社の車両管理システムには「KIBACO」という愛称が付いている[35]。由来は創業当時に繊維関係の会社や問屋に荷造り用の箱を製造していたことである[35]。後に木箱の納付先が自動車部品を扱う会社（トヨタ自動車販売（現・トヨタ自動車））へ移行し[22][35]、1958年（昭和33年）3月に自動車サービス事業へ進出した[22]。